# 乔·威廉姆斯
约瑟夫·威廉姆斯（英語：Joseph Williams，1934年10月4日—2020年9月4日），庫克群島政治家、醫生。他於1974年至1978年擔任庫克群島健康與教育部長，1994年至1996年擔任健康、旅遊、交通及國有企業部長。1999年7月29日至11月18日期間，出任庫克群島第5任總理，同時兼任外交部長職務。
2020年8月，他被確診感染2019冠狀病毒病，入住紐西蘭奧克蘭的一家醫院治療，9月4日不治去世。